# Beppo Brem
Beppo Brem (Monaco di Baviera, 11 marzo 1906 – Monaco di Baviera, 5 settembre 1990) è stato un attore tedesco.

## Filmografia parziale
- Amore in gabbia (Die vertauschte Braut), regia di Carl Lamac (1934)
- Quax, der Bruchpilot, regia di Kurt Hoffmann (1941)
- Quax in Afrika, regia di Helmut Weiss (1947)
- Tanz ins Glück, regia di Alfred Stöger (1951)
- Der Komödienstadel - serie TV, 7 episodi (1970-1985)